# Cindytalk
Cindytalk est un groupe de  musique expérimentale et post-punk britannique, originaire d'Édimbourg, en Écosse. Il est formé par Gordon Sharp étant le seul membre originel encore dans le groupe depuis sa création en 1982.

## Biographie

### The Freeze (1976–1982)
Sous le nom de The Freeze, Gordon Sharp (voix), David Clancy (guitare, claviers), Keith Grant (basse, chœurs, remplacé en 1981 par Mike Moran), Graeme Radin (batterie, chœurs, remplacé en 1981 par Neil Braidwood) sortent deux 45 tours, In colour et Celebration et enregistrent deux Peel Sessions, et font des premières parties pour des groupes en vue à cette époque.
Gordon Sharp se rappelle des débuts du groupe : « Je me souviens très bien du moment où j'ai fait exploser The Freeze pour créer Cindytalk avec les éclats, c'était fin 81. The Freeze voyageait vers les Highlands du nord ouest de l'Écosse pour y faire quelques concerts. Je m'étais fait une compile sur cassette et un autre membre du groupe en avait fait de même. Ces deux cassettes allaient être les étincelles signalant la fin de The Freeze et le début de CindyTalk. Je me rappelle avoir été épouvanté par sa cassette, remplie de standards très moyens comme Donna Summer, Phil Collins, Fleetwood Mac et Pink Floyd alors que la mienne était remplie de titres punk déjantés comme The Slits, Subway Sect, The Mekons, The Fire Engines, Pop Group, The Fall, Josef K., PIL, Virgin Prunes, The Birthday Party... Je me suis rendu compte que la vision que j'avais pour le futur du groupe n'était pas partagée par les autres. Alors, à cet instant, j'ai commencé à rêver à quelque chose allant plus loin, quelque chose de plus profond, plus sombre et plus poétique... Cindytalk. En plus des artistes cités plus haut, j'écoutais aussi Test Departement, Einstürzende Neubauten et SPK[réf. nécessaire]. »

### Camouflage Heart(1982–1986)
Après s'être installés à Londres en 1982, Gordon Sharp et David Clancy commencent à travailler sur leur premier album Camouflage Heart (retravaillant entre autres des titres tardifs de The Freeze) avec John Byrne qui les rejoint l'année suivante. Le son des compositions se fait plus radical, sombre et écorché et s'apparente à la musique industrielle des pionniers du genre.
Toujours en 1983 Gordon Sharp enregistre une Peel session avec les Cocteau Twins (Hazel et Dear Heart, disponibles sur la version CD de Garlands et sur les BBC Sessions), ce qui l'amènera à rencontrer Ivo Watts-Russell, le patron du label indépendant 4AD, qui l'invite à chanter sur le premier maxi de This Mortal Coil Sixteen Days/Gathering Dust, sorti en 1983. Il chante aussi sur le premier album de This Mortal Coil It'll End in Tears (1984), notamment sur Kangaroo (une reprise d'Alex Chilton), Fond Affections (reprise de Rema-Rema), et A Single Wish (qu'il cosigne avec Steven Young et Simon Raymonde).
« J'ai cru que c'était la fin, j'en étais au point de détester ma voix. Je sentais que je ne pouvais plus faire quoi que ce soit car je m'étais épuisé sur Camouflage Heart. Puis j'ai fait deux morceaux pour This Mortal Coil et pour moi c'était un mensonge. J'étais là et ma voix servait uniquement de manière technique. Je n'avais jamais fait ça avant. Je l'avais toujours travaillée de manière instinctive. This Mortal Coil était une expérience intéressante, mais je pourrais vivre sans Kangaroo assez facilement. Ça ne représente rien pour moi. En termes de performance vocale, ça m'a impressionné, mais ça m'a aussi dégouté. Dès que je me mettais à la chanter je ressentais le mensonge. Je savais que c'était considérablement moins profond que tout ce que j'avais pu faire avec Cindytalk... On me dit que je suis pervers. Ou pénible. Que je devrais chanter correctement. Comme avec This Mortal Coil. Je ne le conçois pas comme ça. Ce n'est même pas une histoire de faire des compromis. Je ne peux juste pas penser comme ça. »
— Gordon Sharp, Melody Maker, 16 avril 1988
Simultanément, Camouflage Heart reçoit un accueil favorable par la critique musicale. Pourtant peu de temps après la sortie de l'album David Clancy quitte le groupe et se voit remplacé par le duo frère/sœur Alex et Debbie Wright.

### In this World(1987–1989)
In this World est enregistré pendant les trois années suivantes. Deux albums homonymes publiés simultanément sur le label Midnight Music. De manière déroutante, les deux pochettes conçues par Kathy Patterson sont très similaires. Le premier disque, composé de son brisés et bruitistes sur fond de chant plaintif et le second, un album plus calme mais à l'esprit dérangé voit Sharp improviser au piano de manière minimaliste, le vide créé, lourdement évocateur, fait penser à la peinture de Turner. In this World voit aussi une collaboration (non créditée) avec l'écrivaine féministe punk Kathy Acker (Janey's Love).
Gordon attribue l'écart entre Camouflage Heart et In this World à la fatigue. « A la base, je voulais réunir des idées, en faire un tas et ressortir des choses nouvelles. Chercher de nouvelles personnes avec qui travailler peut s'avérer assez laborieux, alors j'ai attendu d'avoir une bonne raison de faire quelque chose d'autre plutôt que de livrer un produit de plus. Mais ensuite j'ai décidé de faire un single à part, d'inspiration bruitiste. En même temps j'enregistrais quelque chose pour une compilation de Midnight Music, que je trouvais trouvais trop bon pour être perdu, et je voulais le rajouter sur le single qui est devenu un mini-album. Les choses ont évolué, à un point que j'en perdais presque le contrôle. C'est pourquoi il y a deux albums avec le même titre car les deux se sont faits en même temps. »
Si on lui demande pourquoi il n'a pas fait de double album, il répond. « Cela aurait été trop conceptuel. Tel que c'est, chaque enregistrement a une identité similaire mais séparée. Ce n'était ni prémédité ni un stratagème, ça s'est juste fait comme ça. Mais j'aime que ce soit amusant et déroutant. Que ça porte à confusion est une idée que me plait assez. » C'est pendant cette période que Cindytalk commence à travailler en tandem avec l'artiste performeur et réalisateur Ivan Unwin, créant des bandes-son pour ses pièces.

### The Wind Is Strong(1990–1991)
Ceci amène Cindytalk à faire la bande son Eclipse: An Amateur Enthusiasts Guide to Virus Deployment d'Unwin, qui sera publié par Midnight Music en 1990 sous le titre The Wind is Strong, l'album, à l'image du deuxième volet de In This World est basé sur des improvisations de piano et des expérimentations concrètes/abstraites. Gordon Sharp le décrit comme étant Ambi-dustrial, concrétisant la fusion entre les premières sorties du label EG (Brian Eno, Robert Fripp...) avec la musique industrielle des pionniers du genre. Il s'adjoint pour ce projet les services de Ivan Unwin et de David Ros qui était depuis longtemps le coproducteur et l'ingénieur du son, qui devint un membre plus actif du groupe à ce moment-là. Matt Kinnison est à la batterie et aux percussions, et Paul Middleton a aussi apporté des sons et des idées additionnelles sur ce disque.
Secrets and Falling, un quatre titres issu des sessions de Wappinschaw sort en 1991. À ce moment précis le groupe ressemble plus à un collectif, les peintres aussi bien que les musiciens de la formation. John Byrne fait son retour, rejoint par Kevin Rich et Darryl Moore (Soul Static Sound).

### Wappinschaw(1992–1994)
Midnight Music met la clé sous la porte en 1992, ce qui à pour conséquence de retarder la sortie de l'album Wappinschaw qui venait juste d'être terminé. Il sort finalement en 1995 sur le label de Gordon Sharp, et est distribué par le biais de World Serpent). Wappinschaw comporte une collaboration avec l'artiste et écrivain écossais Alasdair Gray qui effectue des lectures de son roman Lanark (Wheesht).
En 1993, Cindytalk subit d'autres changements et se prépare à jouer live pour la première fois. Sharp, Middleton et Ros sont rejoints par Paul Jones, Andie Brown, Mark Stephenson et Simon Carmichael pour l'enregistrement et la sortie du 45 t Muster/Prince Of Lies en 1994 (Touched/World Serpent).

### Dernières activités (depuis 1994)
Après l'épisode électro Bumbule, Gordon Sharp enregistre en 2003 Transgender Warrior|Transgender Warrior / Guts of London un single plus abstrait. Celui-ci déménage au Japon et travaille sur divers projets, avec entre autres un album de Cindytalk paru sur le label autrichien MEGO en novembre 2009, The Crackle of My Soul. Pendant l'été 2006 et de retour à Londres, Cindytalk commence à travailler sur un nouvel album dont le titre de travail est In A World Without Hope, le line-up de cet album est aussi celui qui prépare la tournée européenne. En janvier 2007, Cindytalk signe avec le distributeur italien Abraxas, et à travers une filiale Wheesht, sortira des ré-éditions de leur catalogue.
Le label indépendant londonien Isolation sortira un autre album de Cindytalk Up Here In the Clouds (2008). Le label BlueSanct, basé en Inde, sort un maxi/picture Silver Shoals Of Light dans le cadre de la célébration des dix ans des sorties limités Art Singles. Malheureusement Matt Kinnison meurt d'un cancer le vendredi 7 mai 2008. En 2011, l'album Hold Everything Dear est publié

## Membres
- Gordon Sharp - chant, électroniques
- David Ros - ingénierie-son
- Gary Jeff - basse, électroniques
- Daniel Knowler - guitare, électroniques
- Paul Middleton - batterie, percussions
- Sherrill Crosby - électroniques

## Discographie
- 1984 : Camouflage Heart
- 1988 : In This World
- 1990 : The Wind Is Strong...
- 1991 : Secrets and Falling
- 1993 : Prince of Lies
- 1994 : Wappinschaw
- 2003 : Transgender Warrior
- 2008 : Silver Shoals of Light
- 2009 : The Crackle Of My Soul
- 2010 : Up Here In the Clouds
- 2011 : Hold Everything Dear